# Хохов, Аслан-Гирей Знаурович
Асла́н-Гире́й Зна́урович Хо́хов (1894—1965) — советский осетинский художник-график, один из выдающихся мастеров осетинского графического искусства. Заслуженный деятель искусств Северо-Осетинской АССР.

## Биография
Родился 3 октября 1894 года в посёлке Верхний Мизур, Северной Осетии.
В 1924—1927 годах обучался во ВХУТЕИНе по графическому факультету. Дипломная работа — офорты «Рабфак», «Рабфак в общежитии» и «Рабфаковец-горец».
По возвращении из Ленинграда исследовал осетинское орнаментальное наследие: ездил по селам и аулам, изучал орнаменты в церквях, на надгробных плитах и в башнях. Результатом этой работы стало издание в 1932 году первой части книги «Осетинский орнамент».
В 1930-х годах Хохов создал ряд пейзажных и сюжетных листов, которые он объединил в серию «Моя Родина». Они были высоко оценены Максимом Горьким и Роменом Ролланом; выполнил для Северо-Осетинского музея краеведения серию графических листов на историческую тему, в том числе «Смерть Муссы Кундухова» (1931), в котором художник отобразил драматический эпизод в период коллективизации сельского хозяйства в Осетии.
В 1940-х он создал ряд офортов и рисунков посвященных Великой Отечественной войне, таких как «Гизельская трагедия», в котором показана одна из улиц села Гизель, после бомбёжки. В эти годы Хохов был избран председателем Правления Союза художников Северо-Осетинской АССР.
В 1948 году издал обширный альбом образцов осетинского орнаментального искусства.
В 1960 году работы Хохова были представлены на масштабной выставке осетинского изобразительного искусства в залах Академии художеств СССР в ходе декады осетинского искусства и литературы в Москве, за что художник был удостоен ордена «Знак Почёта».
Произведения Хохова хранятся в Северо-Осетинском государственном художественном музее имени М. С. Туганова, Национальном музее Республики Северная Осетия-Алания, ряде музеев и частных коллекций.
Умер в 1965 году в Орджоникидзе.

## Основные произведения
- «Проход 11 армии во главе с С. М. Кировым через Мамисонский перевал», 1921
- Серия офортов «Рабфак», 1927
- Серия «Моя Родина», 1931
- Серия рисунков по истории Осетии для Северо-Осетинского музея краеведения
- Серия «Электроцинк», 1935
- Серия рисунков, посвященных Великой Отечественной войне:
  - «Село Ардон, разрушенное фашистами», 1943
  - «Гизельская трагедия», 1943
  - «Бой под Гизелью, в ноябре 1942 года», 1943
  - «Портрет дважды Героя Советского Союза И. А. Плиева», 1943
- Серия литографий «Строительство гидроэлектростанции», 1947
- Иллюстрации к «Нартским сказаниям», 1948
- Офорт «Аул Нар — Родина Коста Хетагурова», 1948
- «Власть белых»

## Издания
- А.-Г. З. Хохов «Осетинский народный орнамент», альбом, Гос. изд-во Сев.-Осет. АССР, 1948[3]

## Награды
- Орден Знак Почёта (1960)
- Заслуженный деятель искусств Северо-Осетинской АССР